# Elegant Angel
Elegant Angel Productions és un estudi de cinema pornogràfic nord-americà que té la seu a Canoga Park, Califòrnia i el seu propietari és Patrick Collins. La companyia és considerada com una de les pioneres en la pornografia gonzo, i els seus films han guanyat nombrosos premis.

## Història
Elegant Angel va ser fundada el 1990 per Patrick Collins en col·laboració amb el director John Stagliano, com a filial de la productora Evil Angel. El 1996, Collins estableix Elegant Angel com una companyia independent, i el 1998 finalitza qualsevol cooperació amb Evil Angel. La seva sortida d'Evil Angel no va ser gaire amigable.

## Actrius
Algunes de les actrius que han guanyat premis en pel·lícules d'Elegant Angel són; Cytherea, Flower Tucci, Brianna Love, Jada Fire i Alexis Texas. L'estrella anglesa Nici Sterling va aparèixer en alguns dels primers films de la companyia. L'actriu porno Gianna Michaels també va aparèixer, en la seva primera escena de sexe anal, en una producció d'Elegant Angel.

## Premis
Anys 90
- AVN Award 1996: Best Vignette Release per Sodomania 12
- AVN Award 1997:
  - Best Amateur Series per Filthy First Timers
  - Best Vignette Release per Sodomania 16
- AVN Award 1998: Best Gonzo Series per Cumback Pussy
- AVN Award 1999: Best Vignette Release per Sodomania 24

2000
- AVN Award
  - Best Vignette Release per Sodomania 28
  - Best Oral-Themed Series per Blowjob Adventures of Dr. Fellatio[6]

2001
- AVN Award: Best Oral-Themed Series per Blowjob Adventures of Dr. Fellatio

2002
- AVN Award: Best Ethnic-Themed Release per Freakazoids

2003
- AVN Award
  - Best Specialty Release - Big Bust per Heavy Handfuls
  - Best Vignette Release per Mason's Dirty Trixxx

2004
- AVN Award
  - Best Specialty Big Bust Release per Heavy Handfuls 2[7]
  - Best Vignette Tape per Mason's Dirty Trixxx 2
  - Best Vignette Release per Mason's Dirty Trixxx 2

2005
- AVN Award
  - Best Vignette Series per Sodomania[8]
  - Best Anal-Themed Feature per Big Wet Asses 3
  - Best Specialty Release, Other Genre per Cytherea Iz Squirtwoman

2006
- AVN Award
  - Best Specialty Release - Squirting per Flower's Squirt Shower 2[9]
  - Best Oral-Themed Series per Glazed and Confused
  - Best Anal-Themed Series per Big Wet Asses

2007
- AVN Award
  - Best Anal-Themed Series per Big Wet Asses
  - Best Specialty Release - Squirting per Flower's Squirt Shower 3
- AVN Award - Best Specialty Series - Squirting per Flower's Squirt Shower 3

2008
- AVN Award:
  - Best Anal-Themed Series per Big Wet Asses[10]
  - Best Gonzo Release per Brianna Love Is Buttwoman
  - Best MILF Release per It's a Mommy Thing
  - Best Squirting Release per Flower's Squirt Shower 4
  - Best Squirting Series per Jada Fire Is Squirtwoman
- Empire Award:
  - Best Overall Studio[11]
  - Best All-Sex DVD per Alexis Texas is Buttwoman

2009
- AVN Award:
  - Best All-Sex Release per Alexis Texas is Buttwoman[12]
  - Best Big Bust Sèries per Big Wet Tits
  - Best Big Butt Release per Big Wet Asses 13
  - Best Big Butt Series per Big Wet Asses
  - Best Sol Release per All By Myself 3
  - Best Squirting Release per Jada Fire is Squirtwoman 3
  - Best Squirting Series per Jada Fire Is Squirtwoman
  - Best Young Girl Series per It's a Daddy Thing
- XRCO Award:
  - Best Gonzo Movie per Alexis Texas is Buttwoman[13]
  - Best Gonzo Sèries per Big Wet Asses
- XBIZ Award: Gonzo Release of the Year - Performers of the Year[14]

2010
- XBIZ Award:
  - Gonzo Movie of the Year per Tori Black Is Pretty Filthy
  - Gonzo Release per Pornstar Workout

2011
- XBIZ Award:
  - Gonzo Studio of the Year
  - Gonzo Sèries of the Year per Big Wet Asses
  - Gonzo Release per Pornstar Workout[15]

2012
- XBIZ Award:
  - Studio of the Year[16]
  - Feature Movie of the Year per Portrait of a Call Girl
  - Gonzo Release of the Year per Asa Akira Is Insatiable 2
  - All-Sex Release of the Year per Performers of the Year 2011

2013
- XBIZ Award:
  - Gonzo Release of the Year per Lexi
  - All-Black Series of the Year per Club Elite
  - Nomination:[17]
    - Studio of the Year
    - Feature Movie of the Year per Wasteland
    - Gonzo Release of the Year per Big Wet Asses 20, Jada Stevens is Buttwoman i Lexi
    - Gonzo Series of the Year per Big Wet Asses i Bombshells
    - All-Sex Release of the Year per Asa Akira is Insatiable 3, Best New Starlets 2012, Bombshells 4 i Dani Daniels: Dare
    - All-Sex Series of the Year per Anal Fanatic i Massive Asses
    - Feature Movie of the Year per Wasteland[18]
- XRCO Award:[19]
  - Best Release per Wasteland
  - Best Gonzo Movie per Asa Akira is Insatiable 3.